# Казанский государственный институт культуры
Казанский государственный институт культуры (тат. Казан дәүләт мәдәният институты) — высшее учебное заведение, расположенное в Казани.

## История
Вуз основан в 1969 году как филиал Ленинградского государственного университета культуры им. Н. К. Крупской. В 1974 году он был реорганизован в Казанский государственный университет культуры. В 1991 году вуз был переименован в Казанский государственный институт искусств и культуры. В мае 1995 года получил статус академии и новое название — Казанская государственная академия культуры и искусств. С 4 июля 2002 года назывался Казанский государственный университет культуры и искусств. В 2015 году реорганизован в Казанский государственный институт культуры.

## Структура института
- Факультет высшей школы искусств;
- Факультет инноваций и традиций народной художественной культуры;
- Факультет социально-культурных технологий и интеллектуальных систем;
- Факультет театра, кино и телевидения;
- Кафедра методологии и технологии универсальных компетенций.

Ректор с февраля 2020  — Ахмадиева Роза Шайхайдаровна.